# 保羅·麥吉萊昂
保羅·麥吉萊昂（'Paul McGillion，1969年1月5日—）是蘇格蘭的一位演員，主要活躍在溫哥華。他最著名的作品是在星際之門:亞特蘭蒂斯中飾演Dr. Carson Beckett角色。他是家中七個孩子中的第六個孩子。